# Igor Gabilondo
Igor Gabilondo del Campo (San Sebastián, 10 febbraio 1979) è un ex calciatore spagnolo, di ruolo centrocampista.

## Caratteristiche tecniche
In carriera è stato utilizzato sia come esterno di fascia, sia come centrocampista centrale. Talvolta è stato schierato anche come terzino sinistro.

## Carriera
Cresce nell'Añorga KKE, squadra della sua città, giocando come interno di centrocampo. Nell'estate del 1997 passa alla Real Sociedad, facendo parte della Sanse, che allora militava in Terza Divisione. Esordisce con la prima squadra il 9 settembre del 2000 contro il Racing Santander, grazie al tecnico Miguel Ángel Alonso. Nelle prime due stagioni gioca 14 partite il primo anno e 16 il secondo, quasi mai da titolare. Nella stagione 2002-2003 segna un gol in 24 partite, e la Real Sociedad si piazza al secondo posto, alle spalle del Real Madrid, dopo essere stati in testa per quasi 20 giornate.
Nella stagione successiva segna 5 goal in 33 partite di campionato e una rete in 6 partite di Champions League. Nel campionato successivo ottiene 26 presenze di cui 16 da titolare, segnando un gol. Nella stagione 2005-2006 gioca 16 partite (6 da titolare) con un gol all'attivo.
Nell'estate del 2006 approda a parametro zero alla squadra rivale, l'Athletic Bilbao. Fa il suo esordio nel derby contro la sua ex squadra il 26 agosto 2006.
In quattro stagioni all'Athletic Bilbao ha collezionato più di cento presenze segnando anche 12 gol.